# Tenterfield
Tenterfield é uma cidade regional do estado de Nova Gales do Sul, na Austrália. No censo de 2016, Tenterfield tinha uma população de aproximadamente 4.066 habitantes. A proximidade de Tenterfield de muitos centros regionais e sua posição na rota entre Sydney e Brisbane levaram ao seu desenvolvimento como um centro para a promoção da federação das colônias australianas.